# Igor Szumski
Igor Boriowicz Szumski (ros. Игорь Борисович Шумский, ur. 1898 w Iszkołdzi w guberni mińskiej, zm. w lipcu 1974 w Kijowie) – funkcjonariusz radzieckich organów bezpieczeństwa, pułkownik.

## Życiorys
Białorusin, 1914 skończył szkołę w Mirze, od lutego 1917 do stycznia 1918 w rosyjskiej armii, od stycznia do czerwca 1918 w Czerwonej Gwardii w obwodzie zachodnim (późniejszy obwód smoleński). Od czerwca 1918 do czerwca 1919 szef kancelarii i sekretarz Oddziału Czeki obwodu zachodniego i Czeki przy Radzie Komisarzy Ludowych Litewsko-Białoruskiej SRR, od marca 1919 w RKP(b), od czerwca 1919 pełnomocnik Wydziału Specjalnego Wszechukraińskiej Czeki przy Radzie Komisarzy Ludowych Ukraińskiej SRR, później sekretarz Wydziału Specjalnego Wołyńskiej Gubernialnej Czeki. Od grudnia 1919 do grudnia 1920 pomocnik szefa wojskowego punktu kontrolnego Wydziału Specjalnego Czeki 12 Armii i zastępca szefa Wydziału Specjalnego Czeki 7 Dywizji Strzeleckiej, potem kolejno szef Wydziału Specjalnego Czeki 7 Dywizji Strzeleckiej, szef Wydziału Specjalnego Czeki 44 Dywizji Strzeleckiej i szef Wydziału Specjalnego Głównego Zarządu Bezpieczeństwa Państwowego 1 Korpusu Kawalerii. Od lipca 1924 do maja 1928 pracownik Zarządu Ochrony Pogranicznej i Wojsk GPU przy Radzie Komisarzy Ludowych Ukraińskiej SRR, później pomocnik szefa okręgowego oddziału GPU w Kamieńcu Podolskim, w 1930 szef okręgowego oddziału GPU w Melitopolu, od września 1931 do maja 1932 szef Mołdawskiego Obwodowego Oddziału GPU, później w wojskach pogranicznych GPU/NKWD. Od 23 grudnia 1935 pułkownik, od maja 1936 do sierpnia 1937 zastępca szefa Zarządu NKWD obwodu charkowskiego, od 17 maja 1936 do sierpnia 1937 szef Wydziału Specjalnego Głównego Zarządu Bezpieczeństwa Państwowego Charkowskiego Okręgu Wojskowego, od 4 lipca do 16 sierpnia 1937 p.o. szefa Zarządu NKWD obwodu charkowskiego. Od sierpnia 1937 do marca 1938 szef Miejskiego Oddziału NKWD w Zaporożu, od marca 1938 do września 1939 zastępca naczelnika poprawczego obozu pracy NKWD, później m.in. pracownik centralnego Zarządu Budownictwa Obronnego NKWD, a od lutego do sierpnia 1943 szef Zarządu Obozu Jenieckiego NKWD nr 145 w Kursku' od czerwca 1944 do stycznia 1945 szef Zarządu Obozu Jenieckiego NKWD nr 62 w Kijowie. Od stycznia 1945 do grudnia 1950 szef Zarządu ds. Jeńców Wojennych i Internowanych NKWD/MWD Ukraińskiej SRR, od grudnia 1950 do czerwca 1956 zastępca szefa Zarządu Poprawczych Obozów Pracy i Kolonii MWD Ukraińskiej SRR, następnie na emeryturze.

## Odznaczenia
- Order Lenina
- Order Czerwonego Sztandaru (dwukrotnie)
- Order Wojny Ojczyźnianej II klasy
- Order Czerwonej Gwiazdy

I 7 medali.